# له رووار
لِه رِووار (به لاتین: Les Révoires) یک منطقهٔ مسکونی در موناکو است که در شهرداری موناکو واقع شده‌است. له رووار ۰٫۰۷ کیلومتر مربع مساحت و ۲٬۵۴۵ نفر جمعیت دارد.